# Hilary Minc
Hilary Minc (født 24. august 1905 i Kazimierz Dolny, død 26. november 1974 i Warszawa) var en polsk økonom og politiker.
Han blev medlem af det polske kommunistiske arbejderparti i 1921, og fra 1939 opholdt han sig i Sovjetunionen. Fra 1943 deltog han i organiseringen af den første polske infanteridivision "Tadeusz Kościuszko", som senere dannede kernen i den kommunistiske polske folkehær. Han var medlem af forskellige kommunistiske organisationer og var medlem af politbureauet i det polske kommunistparti fra 1944. Fra 1944 til 1947 var han også industriminister, og fra 1947 til 1949 industri- og handelsminister. Fra 1949 til 1956 var han vicestatsminister i Polen. Mellem 1949 og 1954 var han også formand for den statslige kommission for erhvervslivsplanlægning.
Minc var ved siden af Bolesław Bierut og Jakub Berman den mest indflydelsesrige politiker i Polen i de år stalinismen stod stærkest. Efter 1956 trak han sig som jøde tilbage fra det offentlige liv.